# Бенин на Светском првенству у атлетици на отвореном 2009.
Бенин је учествовао на Светском првенству у атлетици на отвореном 2009. одржаном у Берлину од 15-23. августа једанаести пут, није учествовао 2001. године. Репрезентацију Бенина је представљало двоје такмичара (1 мушкарац и 1 жене) у трци 400 м.
На овом првенству Бенин није освојио ниједну медаљу. Није било нових националних, личних и рекорда сезоне.

## Учесници
| Мушкарци: - Матију Гнанлиго — 400 м | Жене: - Claudine Yemalin — 400 м |  |

## Резултати

### Мушкарци
| Атлетичар       | Дисциплина | Лични рекорд | Група    | Група      | Полуфинале           | Полуфинале           | Финале               | Финале       | Детаљи |
| Атлетичар       | Дисциплина | Лични рекорд | Резултат | Место      | Резултат             | Место                | Резултат             | Место        | Детаљи |
| --------------- | ---------- | ------------ | -------- | ---------- | -------------------- | -------------------- | -------------------- | ------------ | ------ |
| Матију Гнанлиго | 400 м      | 45,88 НР     | 47,00    | 6. у гр. 2 | Није се квалификовао | Није се квалификовао | Није се квалификовао | 41 / 48 (53) |        |

### Жене
| Атлетичарка      | Дисциплина | Лични рекорд | Група    | Група      | Полуфинале            | Полуфинале            | Финале                | Финале       | Детаљи |
| Атлетичарка      | Дисциплина | Лични рекорд | Резултат | Место      | Резултат              | Место                 | Резултат              | Место        | Детаљи |
| ---------------- | ---------- | ------------ | -------- | ---------- | --------------------- | --------------------- | --------------------- | ------------ | ------ |
| Claudine Yemalin | 400 м      | 55,79        | 58,82    | 7. у гр. 5 | Није се квалификовала | Није се квалификовала | Није се квалификовала | 34 / 37 (42) |        |